# Oberdeutscher Präteritumschwund
Als Oberdeutschen Präteritumschwund, seltener auch allein Präteritumsschwund, bezeichnet man das Verschwinden des Präteritums in den oberdeutschen (Alemannisch und Bairisch) und einigen mitteldeutschen Dialekten. In gewissen Regionen dieses Sprachraums besitzen zwar die Kopula sein sowie einige Hilfs- und Modalverben noch einfache Vergangenheitsformen, in anderen wiederum wie dem alemannischen Schweizerdeutsch ist das Präteritum vollständig vom Perfekt abgelöst worden. Kaj Lindgren stellt ein Zurückweichen des Präteritums zugunsten des Perfekts im Oberdeutschen seit dem 13. Jahrhundert fest; für die Mundarten des Hochalemannischen erfolgte dieser Prozess nach Ruth Jörg vorwiegend im 16. Jahrhundert, wobei einzelne Spuren von Präteritumsformen im Höchstalemannischen noch bis ins 19. Jahrhundert (Berner Oberländisch) und 20. Jahrhundert (Saleydeutsch) fassbar sind.
Als Grund für diesen Ausfall werden verschiedene Faktoren genannt:
- die oberdeutsche Apokope, also der Schwund des Endungs-e in den Präteritalformen der 3. Person Singular und damit der Gleichklang von Präsens und Präteritum in der häufigsten Verbalform der Alltagssprache, z. B. er lebt – er lebte > er lebt – er lebt
- die Umfunktionierung des Dentalsuffixes -t- zum reinen Konjunktivmarker, was die Aufgabe der Funktion als Präteritalmarker erzwang, z. B. er lebte (Ind. Prät.) vs. er lebete (Konj. Prät.), nach der Apokope: er lebt (Ind. Präs.) vs. er lebet (Konj.)
- der Auftritt einer zusammengesetzten bzw. analytischen Präteritalform, nämlich des Perfekts, ab dem Mittelhochdeutschen. Dadurch erst konnte auf die ehemals einzige Präteritalform, nämlich das synthetische Imperfekt, verzichtet werden, ohne die Kategorie Tempus im sprachlichen Ausdruck aufgeben zu müssen.

Im Oberdeutschen gibt es damit im Wesentlichen nur eine Präteritalform, nämlich das Perfekt mit den Hilfsverben haben und sein, wozu noch das doppelte Perfekt tritt. Der synthetische Konjunktiv ist außerdem häufiger im Gebrauch als in anderen deutschen Dialekten, die diesen Modus zumeist aufgegeben haben, um einen Zusammenfall mit dem Präteritum zu vermeiden.
Jüngere Arbeiten zum Alemannischen Deutschlands von Jens Leonhard lassen allerdings den Schluss zu, dass Präteritumformen von irregulären und starken Verben mit stativer Bedeutung (Zustandsverben wie die Kopula sein oder Modalverben sowie Aktionsverben, deren Teilbedeutung einen Zustand ausdrückt, wie finden als Geschmacksurteil, vgl. „Ich fand den Film gut“) durch den Einfluss des Standarddeutschen wieder in den Dialekt eingedrungen sind. Das Präteritum ist wohl aus dem Standard entlehnt und phonologisch an das Alemannische assimiliert worden. Darauf deute die Tatsache hin, dass „fast alle Präteritalformen regiolektale Merkmale wie Palatalisierung, Tilgung und Lenisierung aufweisen, aber im Gegensatz zu den Partizipien keine dialektspezifischen Formen existieren“.